# Eleição municipal de Taubaté em 2020
A eleição municipal de Taubaté em 2020 ocorreu nos dias 15 de novembro (primeiro turno) e 29 de novembro (segundo turno). Esta cidade paulista, durante o momento eleitoral, possuia 317.915 habitantes dentre os quais 229.200 eram eleitores cogitados para definir o seu prefeito e os seus 19 vereadores. O prefeito eleito foi José Antônio Saud, do MDB, com 65,01% dos votos válidos, sendo vitorioso no segundo turno em disputa com o adversária Loreny, do Cidadania.

## Antecedentes

### Eleição Municipal de 2016
Na eleição de 2016, o prefeito Ortiz Junior conquistou seu segundo mandato em 1ºturno com 50,45% dos votos, derrotando a candidata do PPS, Pollyana Gama, que obteve 24,35% dos votos, o candidato do PMDB, José Antônio Saud, que obteve 16,06% e outros 4 candidatos que disputaram o executivo taubateano. Apesar de concorrer sub-júdice, o tucano recorreu a justiça para que o resultado fosse homologado e assim pudesse assumir o novo mandato em janeiro de 2017.

#### Cláusula de barreira
Nesta eleição entrou em vigor a regra da "cláusula de barreira". Os partidos teriam de obter, nas eleições para a Câmara dos Deputados de 2018, pelo menos 1,5% dos votos válidos, em ao menos um terço das unidades da federação, com ao menos 1% dos votos válidos em cada uma delas; ou ter eleito pelo menos 9 deputados, distribuídos em ao menos, um terço das unidades da federação. Os partidos que não atingiram estes números podem ficar sem receber o financiamento do fundo partidário, além de não terem direito ao tempo de TV. Portanto, os seguintes partidos foram afetados: UP, PCO, PCB, PSTU, REDE, PMN, PMB, DC, PTC e PRTB.

## Contexto político e pandemia
As eleições municipais de 2020 estão sendo marcadas, antes mesmo de iniciada a campanha oficial, pela pandemia do coronavírus SARS-CoV-2 (causador da COVID-19), o que está fazendo com que os partidos remodelem suas metodologias de pré-campanha. O Tribunal Superior Eleitoral (TSE) autorizou os partidos a realizarem as convenções para escolha de candidatos aos escrutínios por meio de plataformas digitais de transmissão, para evitar aglomerações que possam proliferar o vírus.
Além disso, a partir deste pleito, será colocada em prática a Emenda Constitucional 97/2017, que proíbe a celebração de coligações partidárias para as eleições legislativas, o que pode gerar um inchaço de candidatos ao legislativo. Conforme reportagem publicada pelo jornal Brasil de Fato em 11 de fevereiro de 2020, o país poderá ultrapassar a marca de 1 milhão de candidatos a prefeito, vice-prefeito e vereador neste escrutínio, o que não seria necessariamente bom, na opinião do professor Carlos Machado, da UnB (Universidade de Brasília): “Temos o hábito de criticar de forma intensa a coligação partidária, sem parar para refletir sobre os elementos positivos dela. O número de candidatos que um partido pode apresentar numa eleição, varia se ele estiver dentro de uma coligação, porque quando os partidos participam de uma coligação, eles são considerados como um único partido", afirmou Machado na reportagem.

## Regras
No dia 13 de agosto foi publicado o decreto Nº 21.237 com as condutas proibidas por agentes e servidores municipais durante as eleições de 2020. A tais pessoas fica vedado a participação em eventos políticos a não ser que estejam licenciados ou de férias; ações políticas dentro de prédios do município; e a proibição de quaisquer publicidade que envolva candidatos a partir das Secretarias do Município. Seguindo a Emenda Constitucional Nº 107/2020, a prefeitura desativou suas redes sociais, para evitar conteúdos que possam configurar-se como propaganda eleitoral, no dia 15 de agosto de 2020.
Em resposta a uma consulta do PSOL, o TSE, no dia 28 de agosto de 2020, vetou a apresentação de artistas, de forma geral, em lives de candidatos.

## Pré-candidatos a prefeito
| Nº | Nome                        | Partido   | Vice                                  | Coligação                                                                 |
| -- | --------------------------- | --------- | ------------------------------------- | ------------------------------------------------------------------------- |
| 13 | Salvador Khuriyeh           | PT        | Cecília Gabriel (PT)                  |                                                                           |
| 15 | José Antônio Saud           | MDB       | Adriana Mussi (MDB)                   | "Por uma Taubaté melhor" MDB, Republicanos, PMB, PV, PROS e Patriota      |
| 19 | Fabiano Vanone              | Podemos   | Lilian Mansur (Podemos)               |                                                                           |
| 20 | Francisco Oiring            | PSC       | Viviane Mancastropi (PSC)             |                                                                           |
| 23 | Loreny Caetano              | Cidadania | Tenente Coronel Paulo (Solidariedade) | "Taubaté de Todas as Famílias" Cidadania, Solidariedade e PSB             |
| 28 | Capitão Souza               | PRTB      | Sandrelí Lacerda (PRTB)               |                                                                           |
| 36 | Lindomar de Melo "Dodô"     | PTC       | Professor Kleber Santos (PTC)         |                                                                           |
| 45 | Eduardo Cursino             | PSDB      | Rosa Celano (PSDB)                    | "Taubaté que a Gente Quer" PSDB, PSD, Avante, PSL, PDT, PTB, DEM, PL e PP |
| 50 | Professor Ronaldo Rodrigues | PSOL      | Aneska de Souza (PSOL)                |                                                                           |
| 65 | Professor Fernando Borges   | PCdoB     | Sônia Ribeiro (PCdoB)                 |                                                                           |

## Debates
| Data                   | Organizadores                                   | Mediador         | Salvador Khuriyeh (PT) | Saud (MDB) | Fabiano Vanone (Podemos) | Francisco Oiring (PSC) | Loreny (Cidadania) | Capitão Souza (PRTB) | Dodô (PTC)    | Eduardo (PSDB) | Professor Ronaldo (PSOL) | Professor Fernando Borges (PCdoB) |
| ---------------------- | ----------------------------------------------- | ---------------- | ---------------------- | ---------- | ------------------------ | ---------------------- | ------------------ | -------------------- | ------------- | -------------- | ------------------------ | --------------------------------- |
| 04 de novembro de 2020 | TV Bandeirantes Vale do Paraíba e Jornal O Vale | Cláudio Nicolini | Presente               | Presente   | Presente                 | Presente               | Presente           | Não convidado        | Não convidado | Presente       | Presente                 | Presente                          |